# Cantó de Tarascon d'Arieja
El cantó de Tarascon d'Arieja és un cantó del departament francès de l'Arieja, a la regió d'Occitània. Està inclòs al districte de Foix i té 20 municipis. El cap cantonal és Tarascon d'Arieja.

## Municipis
- Aliat
- Arnhac
- Arnava
- Vedelhac e Ainat
- Bompàs
- Capoleg e Junac
- Casanòva, Sèrras e Alens
- Genat
- Gorbit
- La Puèja
- Mèrcus, Garravet e Amplanh
- Miglòs
- Nhaus
- Ornolac e Ussat
- Quièr
- Ravat
- Saurat
- Surban
- Tarascon d'Arieja